# Théâtre du Châtelet

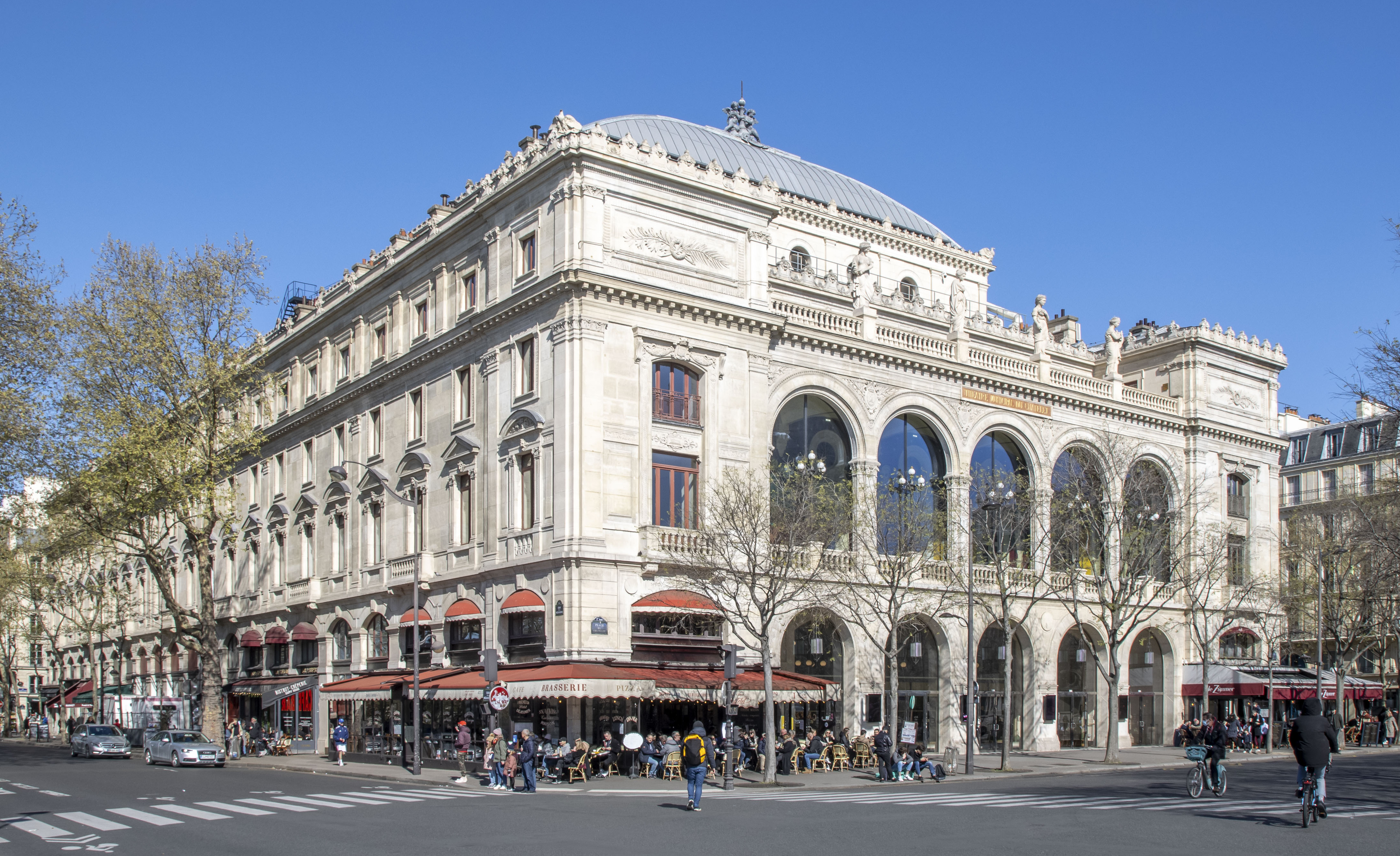
Das Théâtre du Châtelet

Das Théâtre du Châtelet ist ein Pariser Theater. Es befindet sich im 1. Arrondissement, 2 rue Edouard Colonne, und wurde 1862 eröffnet. Das Théâtre du Châtelet führt heute vor allem Opern und klassische Konzerte auf.

## Geschichte

### Théâtre impérial du Châtelet

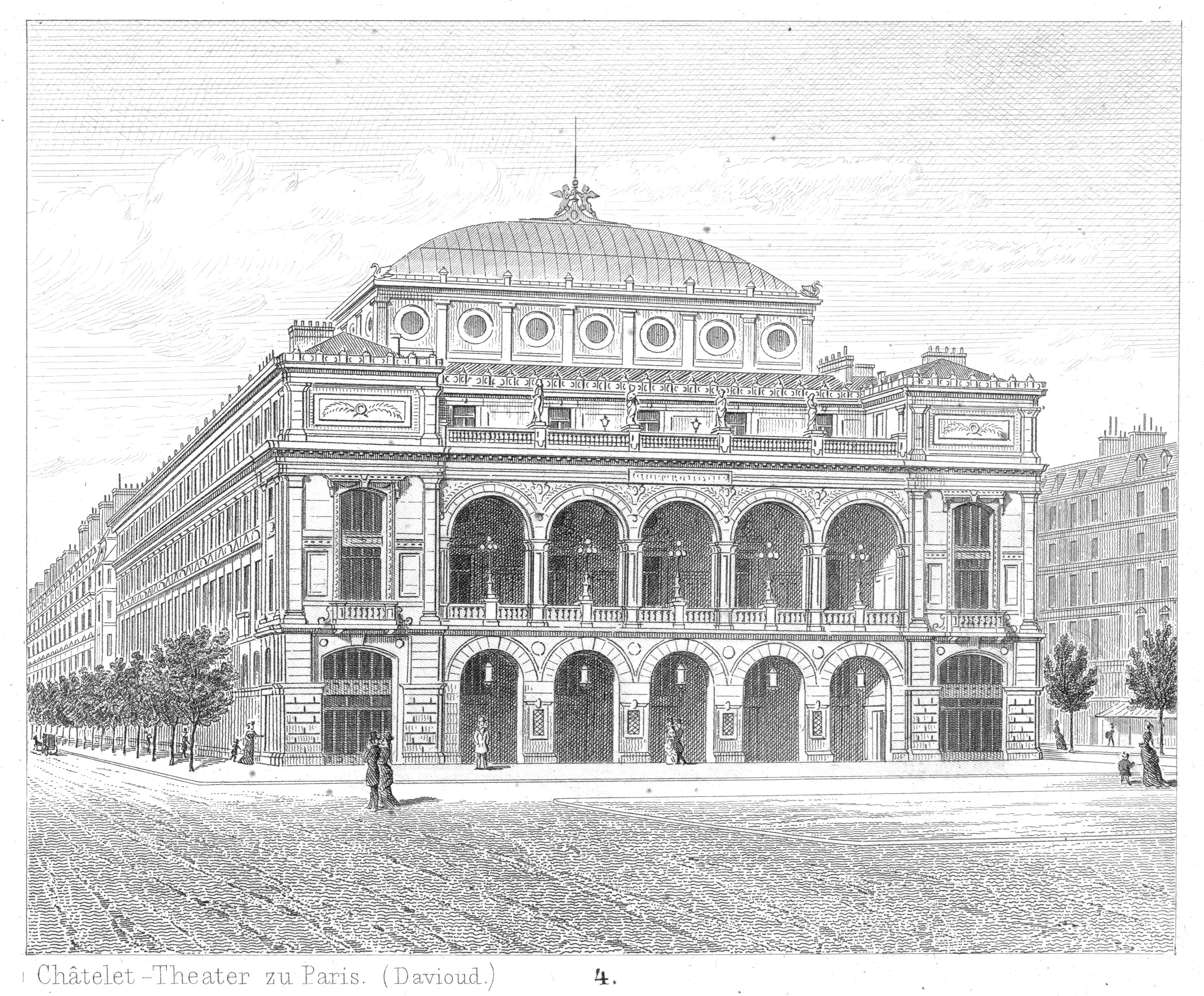
Das von Gabriel Davioud erbaute Theater vor 1879

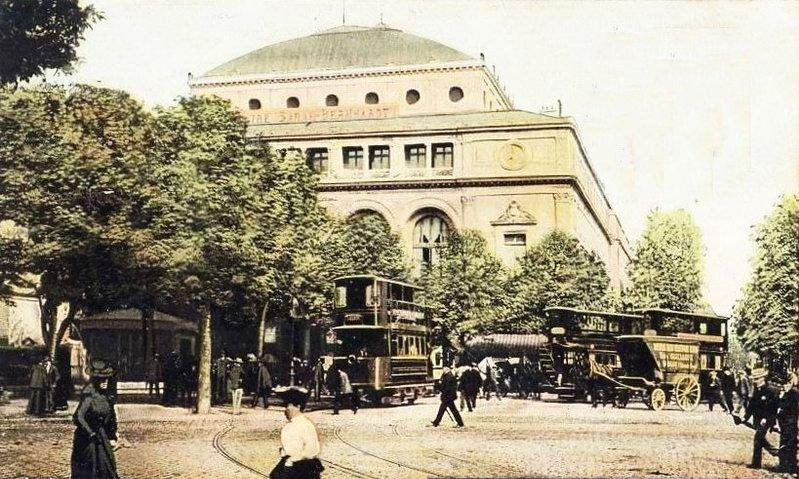
Das Théâtre du Châtelet um 1900

Das Théâtre impérial du Châtelet wurde zwischen 1860 und 1862 von Gabriel Davioud im Auftrag des Barons Haussmann an der Place du Châtelet gebaut, gleichzeitig mit dem Théâtre de la Ville, das sich am gleichen Platz gegenüber befindet. Es verfügt über 2500 Plätze. Die Eröffnung fand am 19. April 1862 in Anwesenheit der Kaiserin Eugénie mit einer Aufführung von Rothomago von d’Ennery, Clairville und Monnier statt.

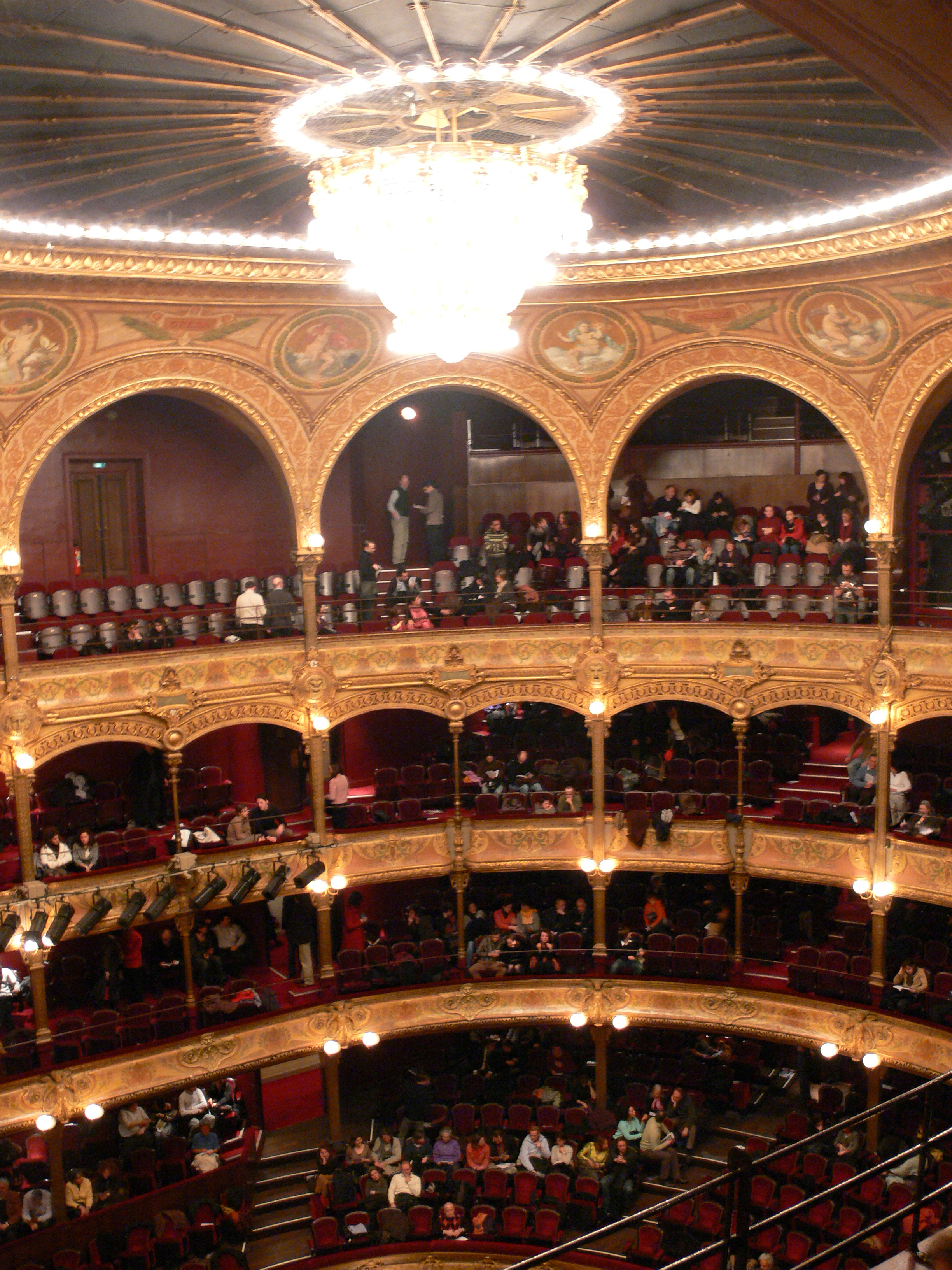
Zuschauerraum (2008)

Anfang des 20. Jahrhunderts öffnete sich das Theater der Operette, dem Ballett und klassischen und populären Konzerten. Es stand zeitweise sogar für Filmvorführungen zur Verfügung.
Das Théâtre du Châtelet empfing die internationalen Ballettkompanien wie die Ballets Russes Diaghilews oder das Ballett des heutigen Mariinski-Theaters. Hier wurden am 19. Mai 1909 die Polowetzer Tänze von Michel Fokine nach der Musik von Alexander Borodin, am 3. Juni 1911 Petruschka von Igor Strawinsky und am 18. Mai 1917 Parade von Satie und Cocteau uraufgeführt.
Als Dirigenten traten Tschaikowski, Mahler und Richard Strauss auf.
Ab 1929 wurden im Théâtre du Châtelet vorwiegend Operetten unter der Leitung von Maurice Lehmann aufgeführt, darunter vor allem Nina Rosa (1931) mit André Baugé, Im weißen Rößl (1948, 1953, 1960 und 1968), Valses de Vienne (1943, 1957, 1964 und 1974), Pour Don Carlos (1950) mit Georges Guétary, Le Chanteur de Mexico (1951) mit Luis Mariano und Rudy Hirigoyen, La Toison d'Or (1954) mit André Dassary, Méditerranée (1956) mit Tino Rossi, Rose de Noël (1957) mit André Dassary, Le Secret de Marco Polo (1958) mit Luis Mariano, La Polka des lampions (1961) und Monsieur Carnaval (1965) mit Georges Guétary und Jean Richard.
Maurice Lehmann führte Werke von Sigmund Romberg, Henri Christiné, Maurice Yvain, Pierre Petit, Francis Lopez, Henri Betti, Jean-Jacques Damase, Gérard Calvi und Charles Aznavour auf. Sein Nachfolger Marcel Lamy, ehemaliger Leiter der Opéra-Comique, produzierte die beiden letzten Operetten von Luis Mariano, Le Prince de Madrid (1967) und La Caravelle d’or (1969). Nach einigen Jahren geringeren Erfolgs trat das Théâtre du Châtelet mit Gipsy (1972) und Volga (1976) von Francis Lopez mit José Todaro wieder ins Rampenlicht.

### Théâtre musical de Paris
1979 übernahm die Stadt Paris das Theater. Nach einer grundlegenden Renovierung kam 1980 die Wiedereröffnung als Théâtre musical de Paris. Es wurden weiterhin Operetten gespielt, wie Pariser Leben, Die lustige Witwe, Die Fledermaus und La Fille de Madame Angot. Es folgten Opernsaisons mit Werken von Verdi und Wagner und bekannten internationalen Künstlern. 1989 wurde die Akustik verbessert und der alte Name Théâtre du Châtelet wieder angenommen. Durch die Fresken zu Themen der Musikgeschichte von Valerio Adami an der Rückwand des Foyers, die durch die großen Fenster bis auf die Place du Châtelet sichtbar sind, erhielt das historische Gebäude eine optische Verjüngung.
Stéphane Lissner, der Leiter von 1995 bis 1999, verbesserte erneut die Akustik sowie die Sichtbedingungen. Das Orchestre de Paris und das Orchestre philharmonique de Radio France fanden hier ihren Standort, bis sie im September 2006 in die Salle Pleyel umzogen. Das Philharmonia Orchestra London spielt seit 1993 jedes Jahr im Théâtre du Châtelet.
Jedes Jahr im Februar wird im Théâtre du Châtelet der französische Filmpreis César verliehen.
Das Théâtre du Châtelet ist auch der Aufführungsort in den Filmen Das Konzert und Diva.